# Bonnie Claire
Bonnie Claire  è una città fantasma, nella Contea di Nye, in Nevada, nei pressi di Sarcobatus Flat; adiacente alla Nevada State Route 267. Oggi restano solo due edifici abbandonati.

## Geografia
Le miniere di Slate Ridge si trovano a nord-ovest è la montagna più settentrionale della catena montuosa dell'Amargosa, i Monti Grapevine, si trova appena a sud della località.

## Storia

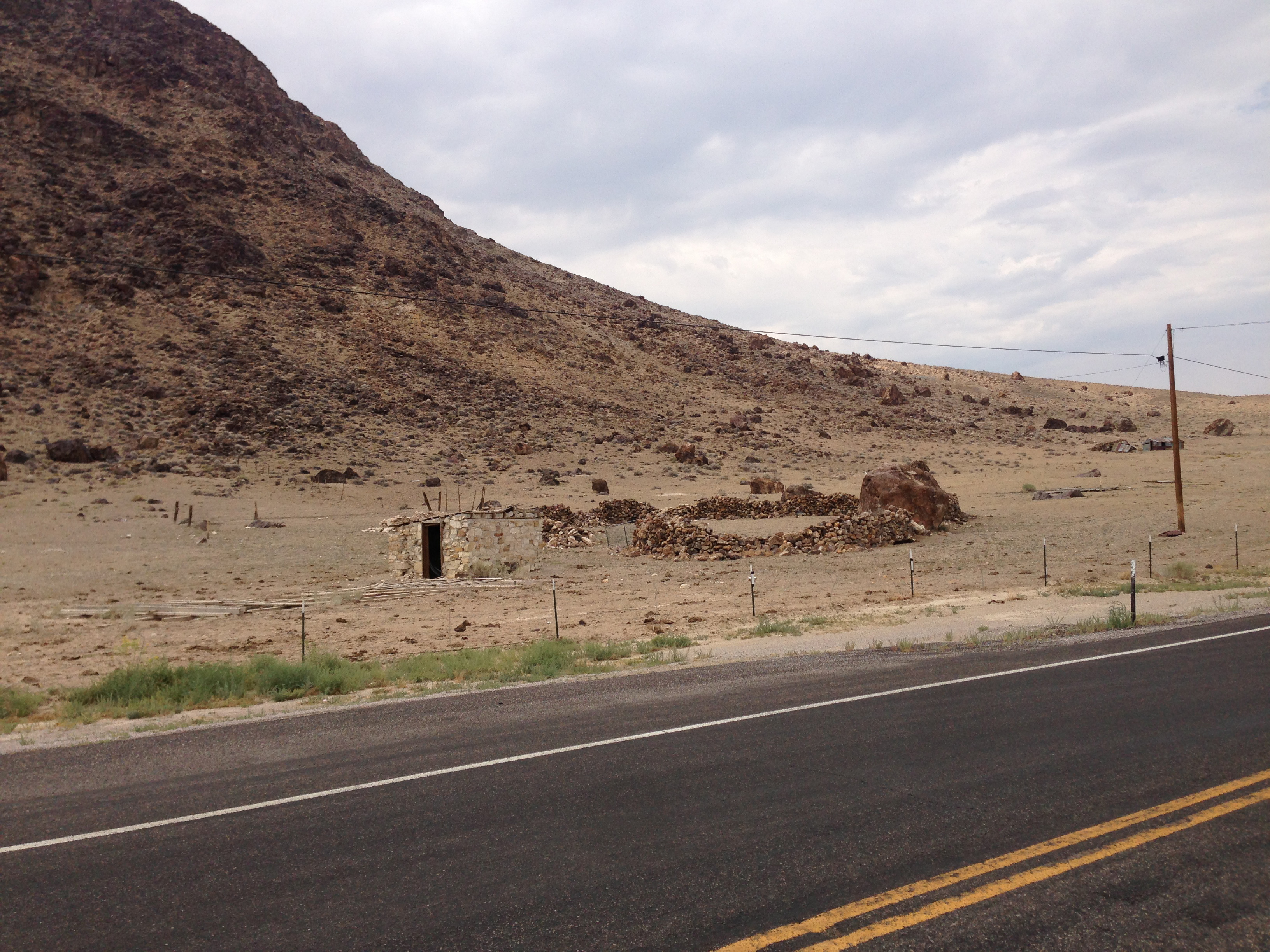
Rovine abbandonate